# Jan Verwithagen
Jan Verwithagen (ook bekend als Joannes Withagius; Zoersel, circa 1526 – Antwerpen, 1587) was een drukker en uitgever in Antwerpen in de 16de eeuw, die bekend stond om zijn werk in zowel religieuze als wetenschappelijke publicaties. Als lid van het Sint Lucasgilde en als koninklijke boekdrukker genoot Verwithagen een prominente positie in het intellectuele en commerciële leven van de stad. Zijn werk weerspiegelde de dynamiek van de Antwerpse Gouden Eeuw, evenals de religieuze en politieke spanningen van zijn tijd.

## Achtergrond
Jan Verwithagen werkte sinds ten minste 1549 als zelfstandig drukker en ontwikkelde zijn expertise gedurende een periode van meer dan drie decennia. In 1556 vestigde zich in Antwerpen als drukker, toen hij lid werd van de Sint Lucasgilde, de organisatie die de drukkerij in de stad reguleerde. Dit gaf hem toegang tot een netwerk van intellectuelen en maakte hem een gerespecteerd figuur in het drukkerijvak. Gedurende zijn carrière was Verwithagen betrokken bij de productie van een breed scala aan werken, van katholieke theologische traktaten tot klassieke literatuur en wetenschappelijke publicaties. Zijn benoeming tot koninklijke boekdrukker gaf hem belangrijke opdrachten van de Spaanse autoriteiten, waardoor hij invloed had op de verspreiding van religieuze en politieke ideeën die verband hielden met de Contrareformatie.  Zijn belangrijkste samenwerking was met de beroemde Antwerpse drukker Christoffel Plantijn, vooral tijdens de jaren 1568–1573, toen Plantijns drukkerij onder enorme druk stond door de vraag naar prestigieuze projecten zoals de Polyglot Bijbel. Zo omschreef Plantijn dat Verwithagen  “voor mij was verschenen en […] zeer deskundig is bevonden in alle vormen van de boekdrukkunst, [hij] verstaat vlot Latijn, Nederlands, en daarnaast Frans, en hij kan Grieks lezen en zetten”.

## Publicaties

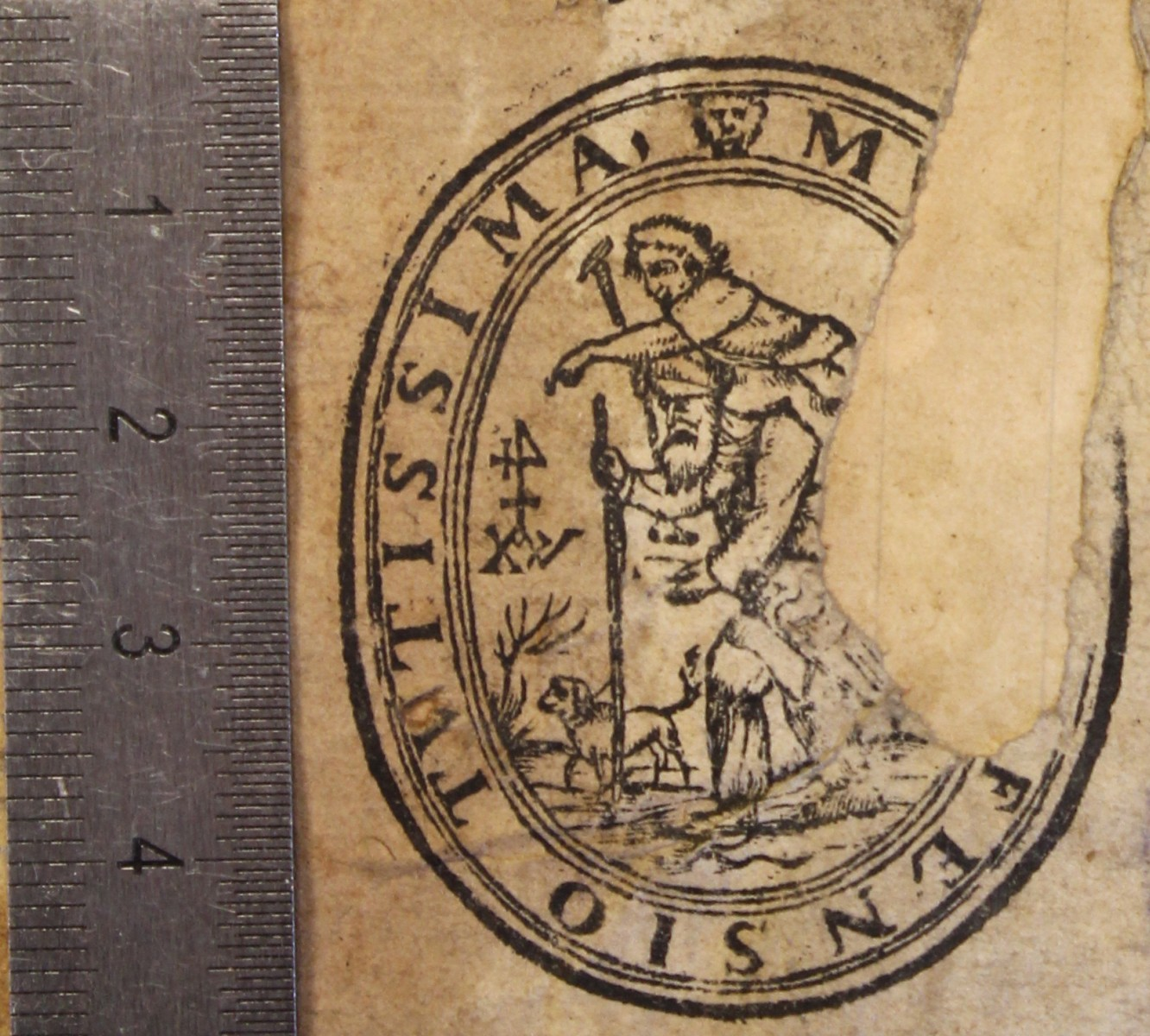
Drukkersmerk van Jan Verwithagen

Verwithagen’s drukkerij was bijzonder veelzijdig in zijn aanbod. Een aanzienlijk deel van zijn werk bestond uit religieuze publicaties die de katholieke leer onderschreven, zoals de Theologia Lutheranae epitome (1555), een aanval op de lutherse theologie, en de Confessio catholica fidei christianae (1561), die de katholieke doctrine verdedigde. Deze werken waren bedoeld om de katholieke orthodoxie te versterken tijdens de religieuze onrusten in de Lage Landen.
Daarnaast drukte Verwithagen een aantal klassieke en humanistische werken, zoals de Bucolica (1552) van Vergilius en de brieven (1553) van Erasmus. Deze werken getuigen van de invloed van de renaissancehumanisme in de stad en het streven naar het behouden en verspreiden van klassieke kennis.
Een ander belangrijk aspect van Verwithagen’s werk was de productie van wetenschappelijke en praktische publicaties, waaronder Cosmographia van Petrus Apianus, een beroemd werk over geografie en navigatie. Dit werk werd meerdere keren herdrukt, wat wijst op de grote vraag naar wetenschappelijke en praktische kennis in Antwerpen, een belangrijke handelsstad met een bloeiende economie en een actieve wetenschappelijke gemeenschap.

## Dood en het Beleg van Antwerpen
Jan Verwithagen stierf rond 1587, vlak na van het Beleg van Antwerpen in 1585. Het beleg markeerde het einde van de Gouden Eeuw van Antwerpen, met wijdverbreide verwoestingen door oorlog, ziekte en hongersnood. Veel Antwerpenaren lieten het leven  door de epidemieën en de erbarmelijke omstandigheden.
De economische ineenstorting die volgde op het beleg had ook invloed op de drukkerijsector van de stad, waardoor Verwithagen’s werk en dat van zijn familie werd belemmerd.

## Nalatenschap
Na de dood van Jan Verwithagen zette zijn weduwe en zoon de drukkerij voort onder de naam “Withagius, vidua” (Weduwe van Withagen). Tijdens deze periode verschoven de publicaties meer naar praktische en educatieve werken, zoals financiële handleidingen en rekenboeken. De wetenschappelijke publicaties bleven populair, en het werk van Cosmographia werd nog steeds herdrukt.
Jan Verwithagen’s werk vond plaats in een tijd waarin Antwerpen een van de leidende drukkerij- en uitgeverscentra in Europa was, wat het mogelijk maakte om een breed scala aan werken te produceren die zowel de religieuze strijd van de Reformatie als de opkomst van de moderne wetenschap weerspiegelden. Zijn positie als invloedrijke boekdrukker en zijn samenwerking met andere drukkers plaatsten hem in de hart van de Contrareformatie, balancerend in een periode van religieuze polarisatie en ideologische strijd in de Lage Landen.

## Belangrijke Publicaties
- Theologia Lutheranae epitome, 1555.

- Confessio catholica fidei christianae, 1561.

- Vergilius, Bucolica, 1552.

- Petrus Apianus, Cosmographia Petri Apiani, (meerdere publicaties).